# 완주경찰서
완주경찰서(完州警察署, Wanju Police Station)는 전북특별자치도경찰청이 관할하는 경찰서 중 하나이다. 전북특별자치도 완주군 일대를 관할한다. 전북특별자치도 완주군 봉동읍 봉동로 28에 위치하고 있다.
서장은 총경으로 보한다.

## 기본 정보
- 주소: 전북특별자치도 완주군 봉동읍 봉동로 28
- 우편번호: 55327

## 관할 파출소 및 지구대
| 명칭       | 사진 | 주소                 | 관할구역       | 치안센터 |
| ---------- | ---- | -------------------- | -------------- | -------- |
| 삼례파출소 |      | 삼례읍 역전로 117    | 삼례읍         |          |
| 봉동파출소 |      | 봉동읍 장터길 130    | 봉동읍, 비봉면 |          |
| 용진파출소 |      | 용진읍 완주로 198    | 용진읍         |          |
| 소양파출소 |      | 소양면 소양로 228    | 소양면         |          |
| 고산파출소 |      | 고산면 고산로 93     | 고산면         |          |
| 경천파출소 |      | 경천면 대둔산로 251  | 경천면         |          |
| 운주파출소 |      | 운주면 운주로 120    | 운주면         |          |
| 화산파출소 |      | 화산면 화산로 860    | 화산면         |          |
| 구이파출소 |      | 구이면 구이로 1501-1 | 구이면         |          |
| 이서파출소 |      | 이서면 이서로 51     | 이서면         |          |
| 상관파출소 |      | 상관면 신리로 83     | 상관면         |          |